# 落款
署名，又称落款、下款，或簡稱款，係在書畫上題署姓名、字號、書寫年月、詩、跋等。

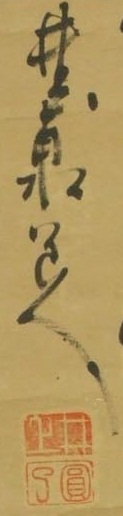
井上圓了署名落款

落款的形式很多，大体上可分为单款与双款。單款是作者自題款，也就是僅留下作者相關訊息；双款則是同時留下作者與受者的訊息。